# Borvöröstönkű pókhálósgomba
A borvöröstönkű pókhálósgomba (Cortinarius rubicundulus) a pókhálósgombafélék családjába tartozó, Európa és Észak-Amerika lomberdeiben és fenyveseiben honos, nem ehető gombafaj.

## Megjelenése
A borvöröstönkű pókhálósgomba kalapja 4-10 cm széles, fiatalon fékgömb alakú, majd domborúan, idősen laposan kiterül, közepén néha lapos púppal. Felszíne száraz, matt, finoman szálas-pikkelyes. Nem higrofán: színe halványsárga, sárgásvörös vagy idősen mélynarancs is lehet, a felszínen benyomott vöröses szálakkal. 
Húsa fehéres vagy halványsárgás, sérülésre élénksárgára, majd narancsszínűre, vörösesre változik. Szaga gyenge, nem jellegzetes vagy kissé kellemetlen; íze némileg kesernyés.
Keskeny, sűrű lemezei felkanyarodók. Színük fiatalon halványsárga vagy szürkéssárga, idősen rozsdabarna sérülésre sárgulnak, majd sárgásvörössé válnak.
Tönkje 3-8 cm magas és 1-3 cm vastag. Alakja vaskos, némileg orsó alakú vagy bunkós. Színe fiatalon fehéres, később sárgás vagy vöröses, gyakran vörösbarna hosszanti szálakkal. A fiatal lemezeket védő halványsárga, pókhálószerű, ritkás kortina szálai a tönkön maradhatnak.  
Spórapora rozsdabarna. Spórája ellipszis vagy mandula formájú, finoman szemölcsös, mérete 6,5-8 (9,5) x 3,5-5 µm.

### Hasonló fajok
A vöröspikkelyes pókhálósgomba vagy a vastaghúsú pókhálósgomba hasonlíthat hozzá, de összetéveszthető a mérges pókhálósgombával is.

## Elterjedése és termőhelye
Európában és Észak-Amerikában honos. 
Inkább lombos erdőkben, de fenyvesekben is előfordul, bükk, tölgy, luc, jegenyefenyő alatt. Augusztustól októberig terem.

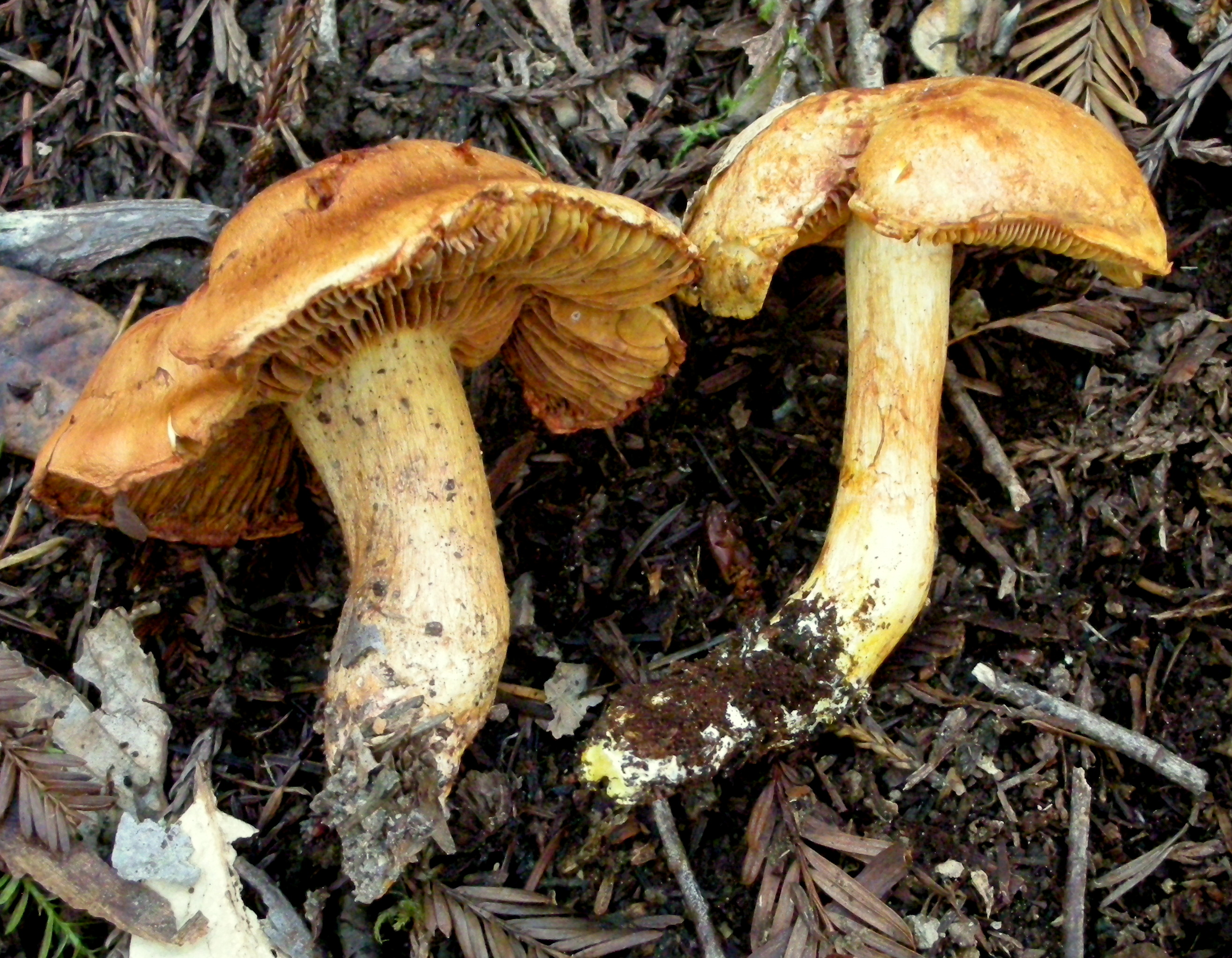
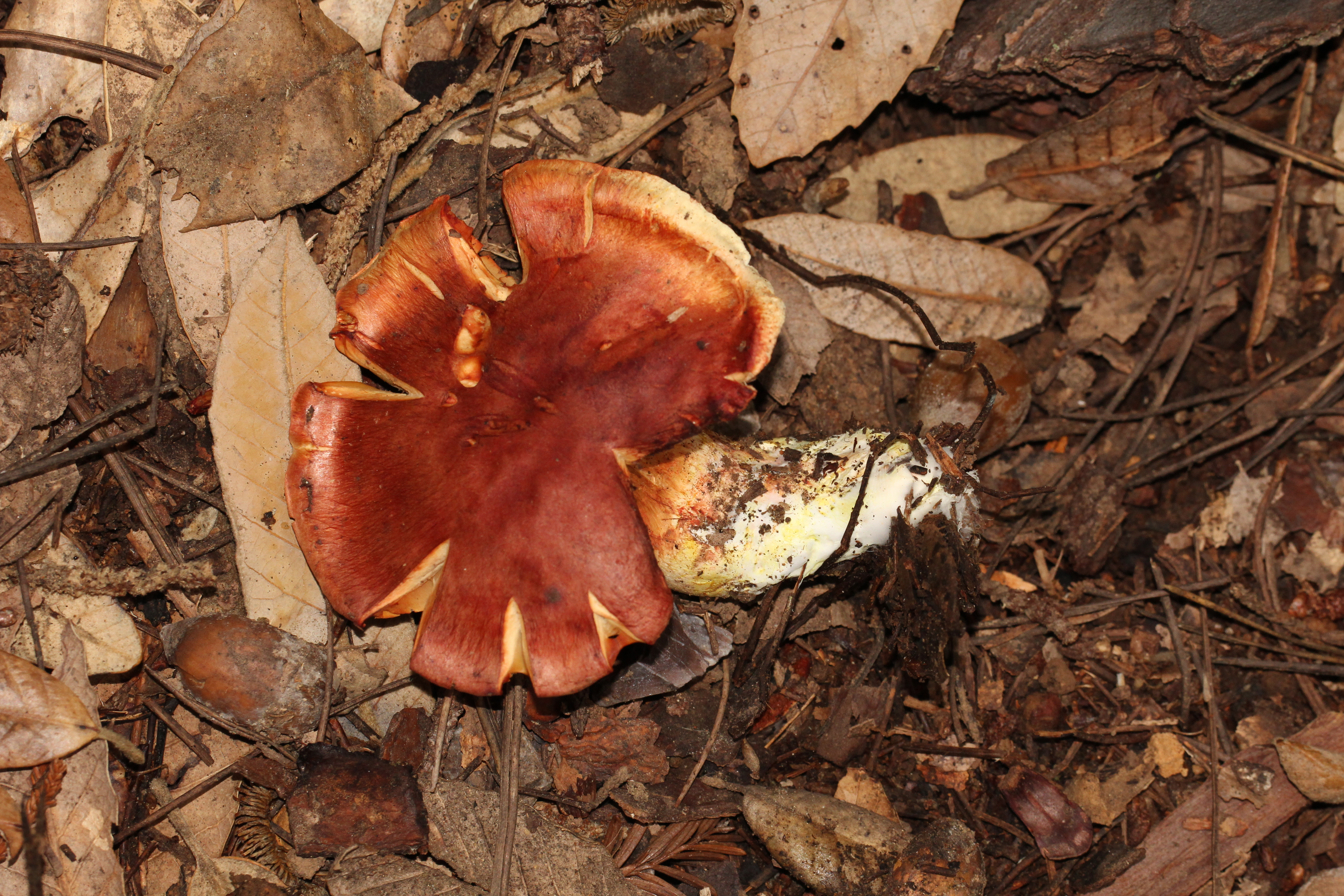
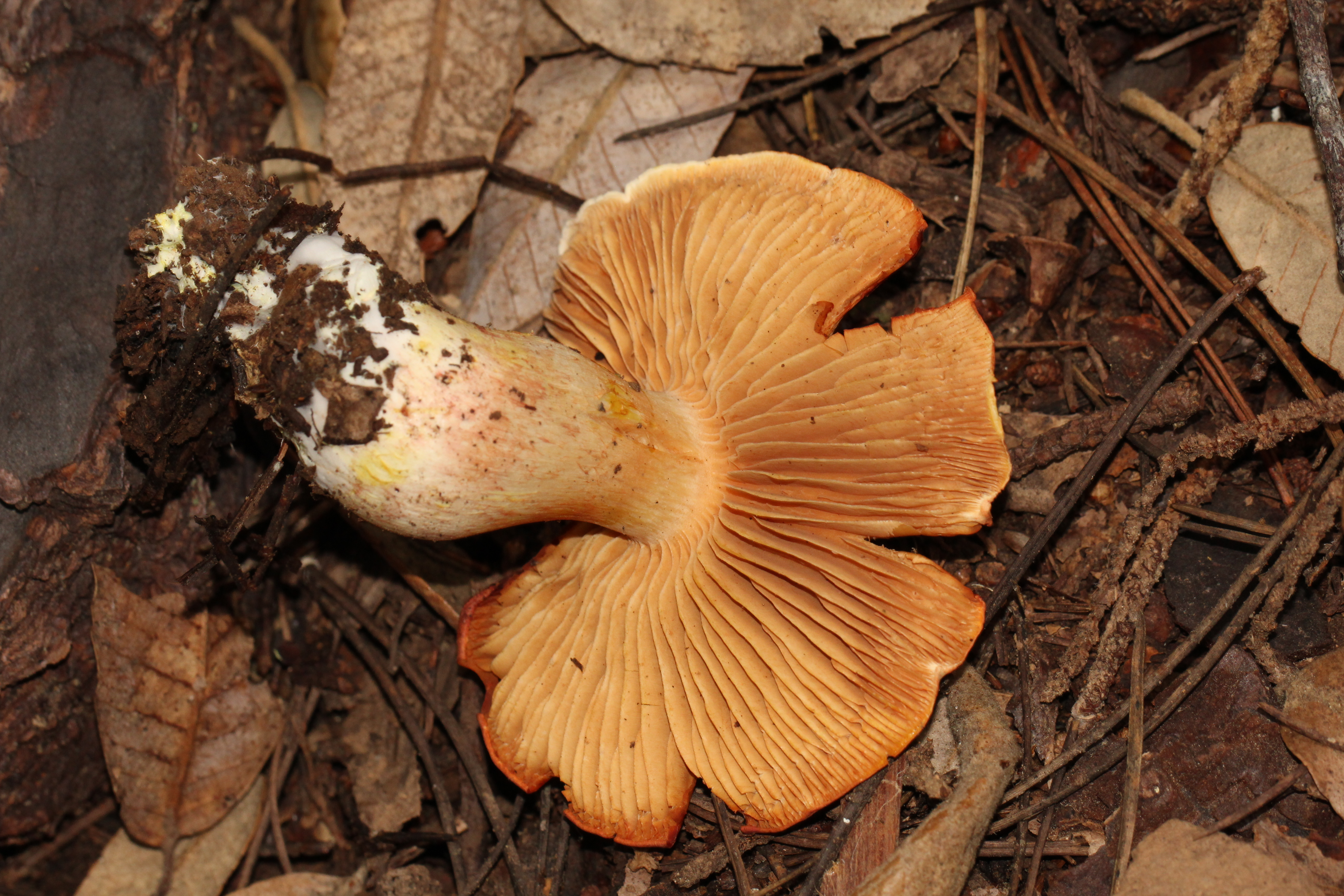
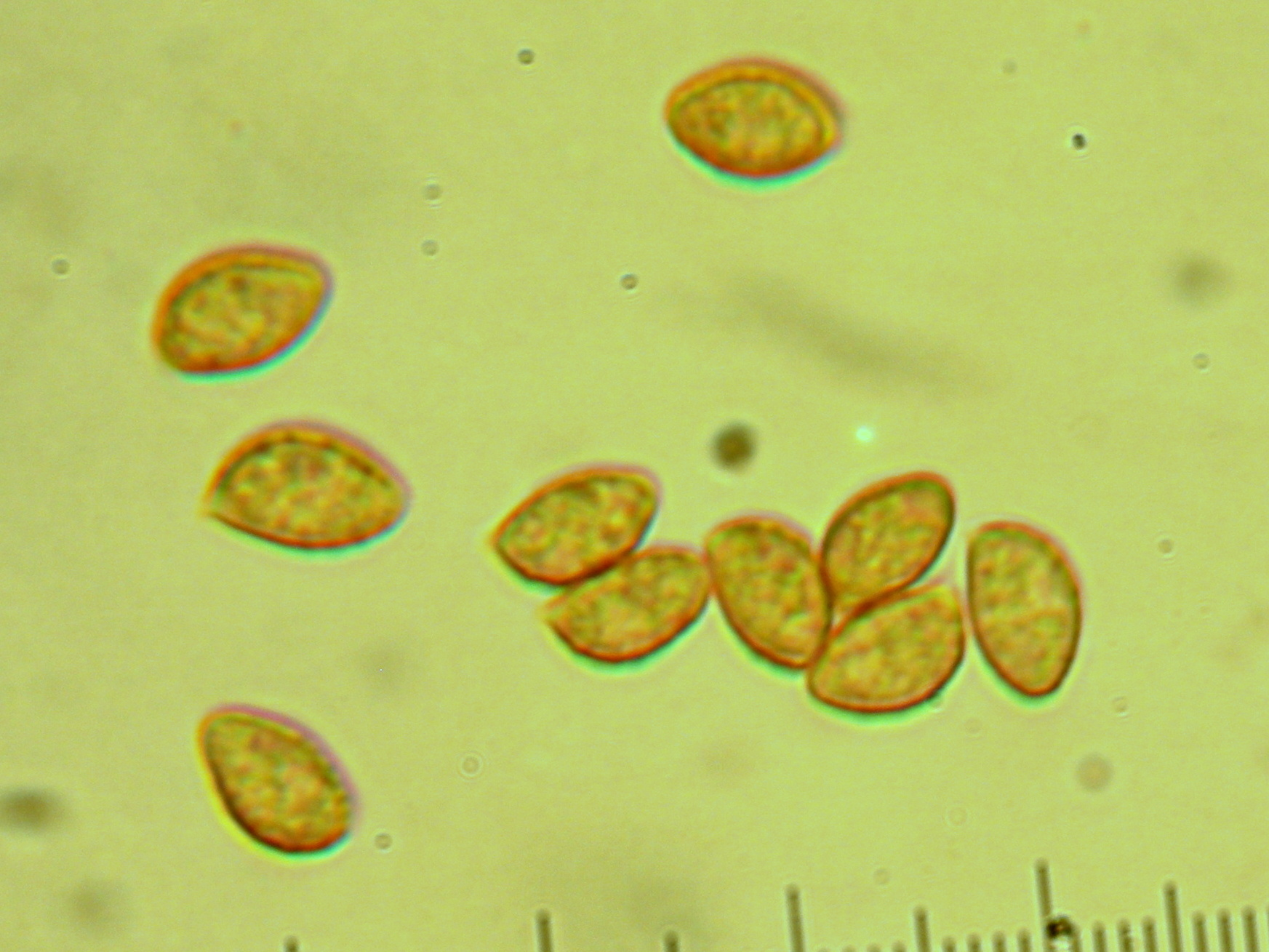

Nem ehető.